# AXN Movies
AXN Movies (anteriormente AXN Black) é um canal de televisão por assinatura propriedade da Sony Pictures Entertainment, que foi inicialmente lançado em 9 de Abril de 2011 em exclusivo em Portugal, substituindo o canal Animax. Com o lema "O canal das outras séries e do outro cinema", o AXN Movies  dedica-se a conteúdos televisivos mais selectos, e com diferentes origens, tornando-se um palco preferencial séries de televisão não norte-americanas.
Desde o seu lançamento, foi disponibilizada uma versão em alta definição do canal, o AXN Black HD, acessível inicialmente em exclusivo no MEO, a que se junta a conteúdos em 3D no final de 2011.
A estreia em Portugal marcou o início da expansão ainda em 2012 para outros mercados europeus.
Desde 17 de fevereiro de 2020, o canal passou a mudar de identidade e nome para AXN Movies.

## Logos anteriores do canal

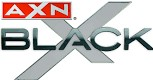
Logo do AXN Black entre 9 de maio de 2011 e 2015
Logo do AXN Black desde 2015 até 2020.

## Séries internacionais de sucesso no AXN Movies
O canal possui um catálogo de séries que foram exibidas pela rede RTP e que migraram para os canais AXN como: The Vampire Diaries, Sobrenatural, Hannibal, The Mob Doctor, The Tomorrow People, Sherlock e etc.